# اولاد شرقی
اولاد شرقی (به فرانسوی: Oulad Cherki) یک منطقهٔ مسکونی در مراکش است که در استان قلعه سراغنه واقع شده‌است. اولاد شرقی ۷٬۱۶۵ نفر جمعیت دارد.